# Yūshirō Hirano
Yūshirō Hirano (ur. 18 sierpnia 1995 w Tomakomai) – japoński hokeista, reprezentant Japonii.

## Kariera
- Shirakaba Gakuen High (2011–2013)
- Tingsryds AIF J20 (2014–2015)
- Tingsryds AIF (2014/2015)
- Youngstown Phantoms (2015–2016)
- Tohoku Free Blades (2016–2017)
- Kalmar HC (2017–2018)
- Wheeling Nailers (2018–2020)
- Wilkes-Barre/Scranton Penguins (2019)
- Yokohama Grits (2020–2021)
- Cincinnati Cyclones (2021–2022)
- Abbotsford Canucks (2021–)

Wychowanek Shirakaba Gakuen. W sezonie 2014/2015 rozwijał karierę w szwedzkim klubie Tingsryds AIF, grając głównie w zespole juniorskim do lat 20 oraz epizodycznie w drużynie seniorskiej w lidze Hockeyettan. W sezonie 2016/2017 był zawodnikiem ekipy Youngstown Phantoms w amerykańskiej lidze USHL. Potem wrócił do ojczyzny i reprezentował Tohoku Free Blades w rozgrywkach ligi azjatyckiej. Pod koniec czerwca ogłoszono jego transfer do GKS Katowice w Polskiej Hokej Lidze. Od grudnia 2018 był graczem szwedzkiego klubu Kalmar HC w rozgrywkach Division2 W 2018 został zaangażowany przez amerykański klub z rozgrywek AHL, w których zagrał w jego barwach jeden mecz (14 kwietnia 2019), a regularnie występował w zespole farmerskim, Wheeling Nailers w lidze ECHL do 2020. W lipcu 2021 związał się kontraktem z Abbotsford Canucks i w jego barwach grał w sezonie AHL 2021/2022. Został pierwszym Japończykiem w historii, który zdobył gola w lidze AHL. W sezonie 2021/2022 równolegle reprezentował barwy Cincinnati Cyclones w ECHL. W lipcu 2022 ogłoszono przedłużenie przez niego kontraktu z Abbotsford Canucks o rok.
W barwach juniorskich reprezentacji Japonii uczestniczył w turniejach mistrzostw świata juniorów do lat 18 edycji 2012 (Dywizja IA), 2013 (Dywizja IB), mistrzostw świata juniorów do lat 20 edycji 2013 (Dywizja IIA), 2015 (Dywizja IB). W kadrze seniorskiej uczestniczył w turnieju mistrzostw świata edycji 2015, 2016 (Dywizja IA), 2017, 2019, 2022, 2023 (Dywizja IB) oraz zimowych igrzysk azjatyckich edycji 2017.

## Sukcesy
Reprezentacyjne
- Awans do Dywizji IB mistrzostw świata juniorów do lat 20: 2013
- Awans do Dywizji IA mistrzostw świata seniorów: 2023
- Brązowy medal zimowych igrzysk azjatyckich: 2017

Klubowe
- Awans do Hockeyettan: 2018 z Kalmar HC

Indywidualne
- Mistrzostwa świata do lat 18 w hokeju na lodzie mężczyzn 2013/I Dywizja#Grupa B:
  - Trzecie miejsce w klasyfikacji strzelców turnieju: 5 goli[10]
  - Szóste miejsce w klasyfikacji kanadyjskiej turnieju: 6 punktów[11]
- Mistrzostwa Świata Juniorów w Hokeju na Lodzie 2015/I Dywizja#Grupa B:
  - Pierwsze miejsce w klasyfikacji strzelców turnieju: 6 goli[12]
  - Trzecie miejsce w klasyfikacji kanadyjskiej turnieju: 8 punktów[13]
  - Najlepszy zawodnik reprezentacji w turnieju[14]
- Mistrzostwa Świata w Hokeju na Lodzie 2017 (I Dywizja)#Grupa B:
  - Pierwsze miejsce w klasyfikacji asystentów turnieju: 6 asyst[15]
  - Siódme miejsce w klasyfikacji kanadyjskiej turnieju: 7 punktów[16]
  - Szóste miejsce w klasyfikacji +/- turnieju: +7[17]
- Mistrzostwa Świata w Hokeju na Lodzie 2019 (I Dywizja)#Grupa B:
  - Pierwsze miejsce w klasyfikacji minut kar w turnieju: 18 minut[18]
- Mistrzostwa Świata w Hokeju na Lodzie 2022 (I Dywizja)#Grupa B:
  - Pierwsze miejsce w klasyfikacji strzelców turnieju: 6 goli[19]
  - Czwarte miejsce w klasyfikacji asystentów turnieju: 4 asysty[20]
  - Pierwsze miejsce w klasyfikacji kanadyjskiej turnieju: 10 punktów[21]
  - Drugie miejsce w klasyfikacji +/- turnieju: +8[22]
  - Najlepszy napastnik turnieju[23]
- Mistrzostwa Świata w Hokeju na Lodzie 2023 (I Dywizja)#Grupa B:
  - Pierwsze miejsce w klasyfikacji strzelców turnieju: 7 goli[24]
  - Trzecie miejsce w klasyfikacji kanadyjskiej turnieju: 10 punktów[25]
  - Najlepszy napastnik turnieju[26]